# Смагин, Алексей Андреевич
Алексей Андреевич Смагин (1829—1901) — русский генерал от артиллерии.

## Биография
Родился 8 (20) февраля 1829 года.
В 1848 году окончил Михайловское артиллерийское училище, затем — Михайловскую артиллерийскую академию.
Прапорщик с 13 июня  1848 года, штабс-капитан с 6 декабря 1853 года. Участвовал в Восточной войне в 1855 году; был награждён орденом Св. Станислава 3-й ст. (1856).
С 1861 года — офицер для особых поручений при начальнике артиллерии Отдельного гвардейского корпуса; произведён в полковники 17 апреля 1863 года и летом 1864 года был назначен заведующим учебным полигоном и фейерверкерской школой Петербургского военного округа; 30 августа 1870 года произведён в генерал-майоры.
В 1875 году, 25 апреля был назначен командиром Кронштадтской крепостной артиллерии, а 19 мая стал ещё и совещательным членом Артиллерийского комитета Главного артиллерийского управления; 30 августа 1882 года произведён в генерал-лейтенанты. С 11 января 1884 года — начальник артиллерии Финляндского военного округа.
Был женат; имел трёх детей.
Умер 10 (23) июня 1901 года. Похоронен на кладбище Сергиевой пустыни с сыном Дмитрием Алексеевичем (1856—1897) и Николаем Фёдоровичем Дубровиным.

## Награды
российские
- орден Св. Станислава 3-й ст. (1856)
- орден Св. Анны 3-й ст. (1859)
- орден Св. Станислава 2-й ст. с императорской короной (1864)
- орден Св. Анны 2-й ст. (1866; императорская корона к ордену — 1868)
- орден Св. Владимира 3-й ст. (1872)
- орден Св. Станислава 1-й ст. (1874)
- орден Св. Анны 1-й ст. (1878)
- орден Св. Владимира 2-й ст. (1878)
- орден Белого орла (1886)
- знак отличия беспорочной службы «XL лет» (1890)

иностранные
- датский орден Данеброга 2-й ст. (1862)
- большой крест итальянского ордена Короны (1881)
- командорский крест французского ордена Почётного легиона (1883)
- японский орден Восходящего Солнца 2-й ст. (1883).